# Sainte-Marie-la-Robert
Sainte-Marie-la-Robert é uma comuna francesa na região administrativa da Normandia, no departamento Orne. Estende-se por uma área de 5,6 km². Em 2010 a comuna tinha 87 habitantes (densidade: 15,5 hab./km²).